# Samuel Doe
Samuel Kanyon Doe (ur. 6 maja 1951 w Tuzon, zm. 9 września 1990 w Monrovii) – liberyjski sierżant i polityk, przywódca zamachu stanu w 1980, po którym został generałem armii i prezydentem Liberii sprawującym dyktatorską władzę jako prezydent Liberii ostro występując przeciwko opozycji politycznej; obalony i stracony po torturach w trakcie wojny domowej.

## Życiorys
Pochodził z plemienia Krahn. Po ukończeniu edukacji w szkole podstawowej w Tuzon rozpoczął naukę w baptystycznej szkole średniej w Zwedru. W 1967 roku porzucił naukę i zaciągnął się do armii Liberii. Szkolił się w bazie sił specjalnych USA i w 1979 awansował na starszego sierżanta. Mając ten stopień w godzinach rannych 12 kwietnia 1980 roku wtargnął z siedemnastoma żołnierzami do rezydencji rządu w Monrovii. Atakując ten budynek, Doe i jego podkomendni zamordowali 30 wyższych urzędników państwowych. Jednym z nich był prezydent Liberii William Richard Tolbert, którego we śnie zadźgano bagnetami i poćwiartowano. Następnie Doe przejął po nim urząd głowy państwa: ogłosił się generałem, naczelnym dowódcą sił zbrojnych oraz przewodniczącym Ludowej Rady Ocalenia. W ten sposób Doe zakończył rządy potomków amerykańskich niewolników skupionych wokół Prawdziwej Partii Wigów, którzy rządzili od początków istnienia państwa. Był pierwszym prezydentem wywodzącym się z rdzennej (autochtonicznej) ludności.
Mimo obietnic ze swojej strony przywrócenia w krótkim czasie rządów cywilnych Doe nie tylko dopilnował stracenia zgodnie ze swoim rozkazem 13 ministrów Tolberta, którzy byli najbliższymi współpracownikami zabitego prezydenta, ale i nie dotrzymał słowa, zawieszając istniejącą 133 lata konstytucję Liberii. W obawie przed akcjami odwetowymi przyciągnął do stolicy ludność ze swego rodzinnego plemienia Krahn, których członków obsadził w swoim rządzie. Z powodu ich braku umiejętności politycznych w Liberii zapanował zastój w wielu dziedzinach życia publicznego, zwłaszcza gospodarce.
Na początku 1985 Doe zapobiegł próbie obalenia swojej dyktatury. W październiku tego roku przeprowadził wolne wybory, w trakcie których miał miejsce terror i liczne nadużycia, co nie przeszkodziło komisji wyborczej zatwierdzić ich ważności oraz uznać Doe za zwycięzcę z 51% głosów poparcia. Miesiąc później – 12 listopada – dawny dowódca armii generał Thomas Quiwonkpa bezskutecznie usiłował obalić Doe na drodze przewrotu, przez co wierne dyktatorowi wojska dokonały serii masowych gwałtów i wypraw łupieżczych. Rządy Doe w dalszych latach przynosiły pogorszenie sytuacji w kraju, w którym coraz częściej dochodziło do masowego łamania praw człowieka. Rząd byłego sierżanta był ponadto oskarżany o zawłaszczenie miliona dolarów, które Liberia zyskała od Stanów Zjednoczonych w ramach pomocy humanitarnej.
Pod koniec lat 80. doszło do rozłamu na wyższych szczeblach władzy w Liberii, czego kulminacją były działania zbrojne opozycji, która doprowadziła do wywołania w kraju wojny domowej. W 1989 roku większość kraju została opanowana przez grupy rebeliantów z Narodowo-Patriotycznego Frontu Liberii, którymi kierował Charles Taylor. Taylor, dawny zaufany minister Doe, uszedł niegdyś z kraju, gdy dyktator oskarżył go o sprzeniewierzenia finansowe. W wyniku kolejnego rozłamu powstał Niepodległy Narodowo-Patriotyczny Front Liberii (Independent National Patriotic Front of Liberia), któremu przewodził Prince Y. Johnson. Samuel Doe usiłował ustabilizować sytuację: ogłosił, że nie ma zamiaru ponownie startować w wyborach prezydenckich, za to jest gotowy do rozpisania przedterminowych wyborów, lecz Taylor zażądał natychmiastowej rezygnacji Doe z urzędu prezydenckiego. Konflikt nie został zakończony nawet na skutek rozmów pokojowych przeprowadzonych pod auspicjami rządu Stanów Zjednoczonych, Liberyjskiej Rady Kościołów, a później i międzynarodowej komisji pokojowej. Przeciwnie – pięć krajów zachodnioafrykańskich wysłało do Liberii swoje oddziały wojskowe.
9 września 1990 Doe został schwytany w zasadzkę urządzoną przez rebeliantów Johnsona przed kwaterą główną sił pokojowych. Doszło wcześniej do wymiany ognia, w której Doe został tak ranny w nogę, że nie mógł uciekać. Przewieziono go do więzienia, gdzie został pobity przez rebeliantów. Johnson przystąpił osobiście do przesłuchania dyktatora, wypytując go o numery konta w szwajcarskich bankach. Zmarł w wyniku wielogodzinnych tortur, które miały na celu zmuszenie go do podania numeru szwajcarskiego konta, na którym rzekomo zgromadził ogromny majątek. Ich przebieg nagrano na taśmie video i emitowano w wiadomościach krajowych i zagranicznych.
Powstańcy ogłosili zawieszenie broni po śmierci Doe, lecz walki z jego stronnikami trwały do listopada 1990; dopiero wtedy siły pokojowe Afryki Zachodniej zdołały ustanowić nowy rząd tymczasowy.